# Annemiek Bekkering
Annemiek Bekkering (Veghel, 5 de agosto de 1991) é uma velejadora neerlandesa, medalhista olímpica.

## Carreira
Bekkering participou dos Jogos Olímpicos de Verão de 2020 em Tóquio, onde participou da classe 49erFX, conquistando a medalha de bronze ao lado de Annette Duetz após finalizar a série de treze regatas com 88 pontos.